# Jason Remeseiro
David Remeseiro Salgueiro (La Coruña, 6 de julio de 1994), también conocido como Jason, es un jugador profesional de fútbol español que juega en el Al-Fayha F. C. como centrocampista.

## Trayectoria
Nacido en La Coruña, Galicia, Jason jugó para la cantera del Deportivo de La Coruña (siendo liberado después de dos temporadas, previo paso por el Imperator OAR en sus primeras temporadas, Montañeros y Racing de Ferrol juvenil, donde jugó en la división de honor), y terminar su formación en el Levante U. D. Comenzó a jugar con el filial en la temporada 2012-13, en Segunda División B. El 1 de julio de 2013, Jason firmó un nuevo contrato de dos años con los valencianos.
El 25 de agosto hizo su debut profesional en La Liga, jugando los últimos minutos en un empate 0-0 de local ante el Sevilla F. C. El 26 de enero de 2015, Jason volvió a los Granotes, está inscrito en el filial, pero asignado al primer equipo.
El 14 de agosto de 2014 se trasladó a otro equipo de la reserva, el Villarreal C. F. "B" en calidad de préstamo.
No renovaba su contrato con el Levante U. D. y se dio a conocer que había firmado un contrato para vestir la camiseta del rival de la ciudad, el Valencia C. F. El club valencianista lo hizo oficial el 1 de julio. Dos meses después se marchó cedido al Getafe C. F.
A principios de enero de 2022 abandonó las filas del equipo valencianista para incorporarse al Deportivo Alavés como agente libre. Se marchó al finalizar la siguiente campaña después de haber logrado ascender a Primera División para jugar en Portugal con el F. C. Arouca. Allí marcó trece goles en dos años antes de fichar por el Al-Fayha F. C. en julio de 2025.

## Clubes
Actualizado al último partido disputado el 17 de mayo de 2025.
| Club                             | País           | Año       | Partidos | Anotado |
| -------------------------------- | -------------- | --------- | -------- | ------- |
| Atlético Levante U. D.           | España         | 2012-2014 | 28       | 3       |
| Levante U. D.                    | España         | 2012-2014 | 1        | 0       |
| →Villarreal C. F. "B" (préstamo) | España         | 2014-2015 | 22       | 5       |
| Levante U. D.                    | España         | 2014-2015 | 2        | 0       |
| →Albacete Balompié (préstamo)    | España         | 2015-2016 | 21       | 2       |
| Levante U. D.                    | España         | 2016-2019 | 102      | 13      |
| Valencia C. F.                   | España         | 2019      | 0        | 0       |
| →Getafe C. F. (préstamo)         | España         | 2019-2020 | 26       | 1       |
| Valencia C. F.                   | España         | 2020-2022 | 28       | 0       |
| Deportivo Alavés                 | España         | 2022-2023 | 52       | 2       |
| F. C. Arouca                     | Portugal       | 2023-2025 | 75       | 13      |
| Al-Fayha F. C.                   | Arabia Saudita | 2025-     |          |         |